# Roman Ondák
Romano Ondak (n. 5 de agosto de 1966) es un artista conceptual eslovaco.

## Vida y carrera
Romano Ondak nació en Žilina. Estudió en Academia de Bellas artes y Diseño (eslovaco: Vysoká škola výtvarných umení, abbr. VŠVU) en Bratislava de 1988 a 1994.

## Trabajos selectos
- Good Feelings In Good Times (2003)
- More Silent Than Ever (2006)
- Measuring the Universe (2007)
- Loop (2009)[3]
- do not walk outside this area (2012)
- Signature (2014)